# Кисановски, Джоанн
Джоанн Мари Кисановски (англ. Joanne Marie Kiesanowski, род. 24 мая 1979, Крайстчерч) — новозеландская профессиональная шоссейная и трековая велогонщица, член команды Tibco-SVB.

## Карьера
Джоанн Кисановски завоевала серебряную медаль в женском скрэтче на Играх Содружества 2010 года.
Летние Олимпийские игры 2012 года стали для Кисановски третьей Олимпиадой: она уже участвовала в женской шоссейной гонке на Олимпийских играх 2004 и 2008 годов.

## Личная жизнь
Джоан Кисановски замужем за Джеффом Пирсом, бывшим профессиональным велогонщиком.

## Достижения

### Шоссе
2003
 Чемпионат Новой Зеландии — групповая гонка
2005
4-й этап Тура Тюрингии
3-я на Гран-при Ченто — Карневале д’Эуропа
2006
3-й этап Тура Дренте
4-й этап Тура де л'Од феминин
2b-й этап Гранд Букль феминин
Ледис Голден Хоур
2007
 Чемпионата Океании — групповая гонка
2008
Пролог и 3-й этап Маунт-Худ Сайклинг Классик
Тур Бретани
2-й в генеральной классификации
2-й этап
2-я на Рединг Классик
3-я на Тур Лилано
8-я на Чемпионате мира — групповая гонка
2009
2-й этап Многодневки Джо Мартина
2-я на Либерти Классик
2010
4-й этап Каскейд Классик
2-я на Гран-при Гатино
2013
3-я на Чемпионат Новой Зеландии — групповая гонка
2014
2-я на Гран-при Гастауна
2016
3-я на Чемпионат Новой Зеландии — групповая гонка

### Рейтинги
| Год                 | 2009  | 2010 | 2011 | 2012  | 2013  | 2014  | 2015  | 2016  |
| ------------------- | ----- | ---- | ---- | ----- | ----- | ----- | ----- | ----- |
| Мировой рейтинг UCI | 135-й | 50-й | -    | 184-й | 179-й | 106-й | 232-й | 114-й |
| Мировой тур UCI     |       |      |      |       |       |       |       | 80-й  |
|                     |       |      |      |       |       |       |       |       |
| Источник: UCI       |       |      |      |       |       |       |       |       |

### Трек
Олимпийские игры
Лондон 2012: 7-я в омниуме
Чемпионат мира
Апелдорн 2011
9-я в гонке по очкам
9-я в омниуме
Мельбурн 2012
7-я в омниуме
Игры Содружества
Дели 2010:  Серебряный призёр в скрэтче
Игры Океании
Мельбурн 2004:  Серебряный призёр в скрэтче
Чемпионат Океании
Инверкаргилл 2007:  Серебряный призёр в гонке по очкам
Чемпионат Новой Зеландии
Чемпион Новой Зеландии — гонка по очкам (2001, 2006, 2007 и 2012)
Чемпион Новой Зеландии — скрэтч (2001 и 2012)